# Segon Gabinet Kalvītis
El segon Gabinet Kalvītis fou el govern de Letònia entre el 7 de novembre de 2006 i el 20 de desembre de 2007. Fou el segon govern liderat per Aigars Kalvītis, qui ja era Primer Ministre des de 2004. Va iniciar el seu mandat el 7 de novembre de 2006, després de les eleccions d'octubre de 2006, succeint el primer Gabinet Kalvītis, que havia governat entre 2004 i 2006. Fou substituït pel segon Gabinet Godmanis el 20 de desembre de 2007, després de la dimissió de Kalvītis.

## Composició
Llista dels ministeris de Letònia encapçalats per ministres del segon Gabinet Kalvītis:
| Càrrec                                                  | Nom                       | Partit                            | Dates                                          |
| ------------------------------------------------------- | ------------------------- | --------------------------------- | ---------------------------------------------- |
| Primer Ministre                                         | Aigars Kalvītis           | Partit Popular                    | 7 de novembre de 2006 – 20 de desembre de 2007 |
| Ministre de Defensa                                     | Atis Slakteris            | Partit Popular                    | 7 de novembre de 2006 – 20 de desembre de 2007 |
| Ministre d'Afers Exteriors                              | Artis Pabriks             | Partit Popular                    | 7 de novembre de 2006 – 28 d'octubre de 2007   |
| Ministre d'Afers Exteriors                              | Helēna Demakova (interí)  | Partit Popular                    | 29 d'octubre de 2007 – 8 de novembre de 2007   |
| Ministre d'Afers Exteriors                              | Māris Riekstiņš           | Partit Popular                    | 8 de novembre de 2007 – 20 de desembre de 2007 |
| Ministre per la Infància i la Família                   | Ainars Baštiks            | LPP/LC                            | 7 de novembre de 2006 – 20 de desembre de 2007 |
| Ministre d'Economia                                     | Jurijs Strods             | Per la Pàtria i la Llibertat/LNNK | 7 de novembre de 2006 – 17 de setembre de 2007 |
| Ministre d'Economia                                     | Aigars Kalvītis (interí)  | Partit Popular                    | 7 de novembre de 2006 – 22 d'octubre de 2007   |
| Ministre d'Economia                                     | Gaidis Bērziņš (interí)   | Per la Pàtria i la Llibertat/LNNK | 22 d'octubre de 2007 – 20 de desembre de 2007  |
| Ministre de Finances                                    | Oskars Spurdziņš          | Partit Popular                    | 7 de novembre de 2006 – 20 de desembre de 2007 |
| Ministre de l'Interior                                  | Ivars Godmanis            | LPP/LC                            | 7 de novembre de 2006 – 20 de desembre de 2007 |
| Ministre d'Educació i Ciència                           | Baiba Rivža               | Unió de Verds i Agricultors       | 7 de novembre de 2006 – 20 de desembre de 2007 |
| Ministre de Cultura                                     | Helēna Demakova           | Partit Popular                    | 7 de novembre de 2006 – 20 de desembre de 2007 |
| Ministre de Benestar                                    | Dagnija Staķe             | Unió de Verds i Agricultors       | 7 de novembre de 2006 – 31 d'octubre de 2007   |
| Ministre de Benestar                                    | Iveta Purne               | Unió de Verds i Agricultors       | 8 de novembre de 2007 – 20 de desembre de 2007 |
| Ministre pel Desenvolupament Regional i el Govern Local | Aigars Štokenbergs        | Partit Popular                    | 7 de novembre de 2006 – 19 d'octubre de 2007   |
| Ministre pel Desenvolupament Regional i el Govern Local | Oskars Spurdziņš (interí) | Partit Popular                    | 20 d'octubre de 2007 – 8 de novembre de 2007   |
| Ministre pel Desenvolupament Regional i el Govern Local | Edgars Zalāns             | Partit Popular                    | 8 de novembre de 2007 – 20 de desembre de 2007 |
| Ministre de Transport                                   | Ainārs Šlesers            | LPP/LC                            | 7 de novembre de 2006 – 20 de desembre de 2007 |
| Ministre de Justícia                                    | Gaidis Bērziņš            | Per la Pàtria i la Llibertat/LNNK | 7 de novembre de 2006 – 20 de desembre de 2007 |
| Ministre de Salut                                       | Gundars Bērziņš           | Partit Popular                    | 7 de novembre de 2006 – 17 de gener de 2007    |
| Ministre de Salut                                       | Aigars Kalvītis (interí)  | Partit Popular                    | 18 de gener de 2007 – 25 de gener de 2007      |
| Ministre de Salut                                       | Vinets Veldre             | Partit Popular                    | 25 de gener de 2007 – 20 de desembre de 2007   |
| Ministre de Medi Ambient                                | Raimonds Vējonis          | Unió de Verds i Agricultors       | 7 de novembre de 2006 – 20 de desembre de 2007 |
| Ministre d'Agricultura                                  | Mārtiņš Roze              | Unió de Verds i Agricultors       | 7 de novembre de 2006 – 20 de desembre de 2007 |
| Ministre Especial per l'Administració Electrònica       | Ina Gudele                | Independent                       | 7 de novembre de 2006 – 20 de desembre de 2007 |
| Ministre Especial per la Integració Social              | Oskars Kastēns            | LPP/LC                            | 7 de novembre de 2006 – 20 de desembre de 2007 |
| Ministre Especial pels Fons de la Unió Europea          | Normunds Broks            | Per la Pàtria i la Llibertat/LNNK | 7 de novembre de 2006 – 20 de desembre de 2007 |